# Barbara Niethammer
Barbara Niethammer (1967) é uma matemática e cientista dos materiais alemã, professora do Hausdorff Center for Mathematics da Universidade de Bonn. Suas pesquisas envolvem equações diferenciais parciais para materiais físicos, e em particular o fenômeno da maturação de Ostwald na qual partículas em líquidos crescem ao longo do tempo.

## Formação e carreira
Niethammer obteve um doutorado em 1996 na Universidade de Bonn, orientada por Hans Wilhelm Alt, com a tese Approximation of Coarsening Madels by Homogenization of a Stefan Problem.
Após pesquisas de pós-doutorado no Instituto Courant de Ciências Matemáticas retornou para Bonn, onde obteve a habilitação em 2002, tornando-se em 2003 professora da Universidade Humboldt de Berlim. Foi para a Universidade de Oxford em 2007, onde foi fellow do St Edmund Hall. Em 2012 retornou como professora da Universidade de Bonn.

## Recognition
Recebeu o Prêmio Whitehead de 2011 "for her deep and rigorous contributions to material science, especially on the Lifshitz–Slyozov–Wagner and Becker–Doering equations".
Foi palestrante convidada do Congresso Internacional de Matemáticos em Seul (2014: Scaling in kinetic mean-field models for coarsening phenomena).